# 吡咯赖氨酸
吡咯離胺酸（Pyrrolysine；簡稱：Pyl 或 O）是一種自然存在而少見的編碼胺基酸，其編碼爲UAG（琥珀），該密碼子通常爲終止密碼子。這是人們到目前爲止發現的第22種，也是最新发现的一種編碼胺基酸（第21種爲硒半胱胺酸）。

## 延伸閱讀
- Atkins, J. F.; Gesteland, R. . Science. 2002, 296 (5572): 1409–1410. PMID 12029118. doi:10.1126/science.1073339.
- Krzycki, J. A. . Current Opinion in Microbiology. 2005, 8 (6): 706–712. PMID 16256420. doi:10.1016/j.mib.2005.10.009.

## 外部連結
- Yarnell, Amanda. . Chemical and Engineering News. May 27, 2002, 80 (21): 13  [2018-02-18]. ISSN 0009-2347. doi:10.1021/cen-v080n021.p013. （原始内容存档于2018-09-24）.